# Кренгольмська мануфактура
Кренгольмська мануфактура (історичний альтернативний варіант написання: Кренхольм; ест. Kreenholmi Manufaktuur; нім. Krähnholm Manufaktur; рос. Кренгольмская мануфактура) —  текстильна виробнича компанія, яка розташована на острові Кренгольм в Нарві, Естонія, на кордоні з Росією. Розташована уздовж берегів річки Нарви, біля водоспаду Нарва; Балтійського моря становить приблизно 16 км, а відстань - 121 км до Санкт-Петербурга . Засновник Людвіг Ннуп, торговець бавовною з Бремена. У якийсь момент прядильна та виробнича фабрики бавовни були найбільшими у світі;  а Кренгольм свого часу вважався найважливішим млином Росії, що володів 32000 акрів землі, на якому працювали 12000 людей.  Протягом своєї історії компанія стикалася з різними перешкодами, такими як можливість закриття після Першої світової війни. У 1994 році вона була приватизована після відновлення незалежності Естонії. Компанія збанкрутувала в 2010 році, але продовжила обмежену діяльність після придбання новим власником.

## Історія

### 19 століття
Кренгольмський комбінат був заснований у 1857 р. піонером російської бавовняної промисловості Людвігом Кнупом разом із Козьмою Солдатьонковим та Олексієм Хлудовим.  Після епідемії холери 1872 року, внаслідок якої загинуло 420 робітників, внутрішня поліція заводу була розформована. Але коли пізніше в році адміністрація знову запровадила його, відбувся страйк, перший великий промисловий страйк в Естонії  який став заворушенням, і для його припинення були запрошені регулярні війська. Державна комісія розслідувала ситуацію, і в її звіті було зроблено висновок, що умови роботи повинні покращитися.  У 1893 році в ньому було 340 000 веретенів і 22 000 ткацьких верстатів, що вимагало 6 000 кінських сил, і працювало 7 000 людей.  Професор Герхарт фон Шульце-Геверніц відвідав млини в 1890-х рр., Заявивши, що, «Це місце - трохи Англії на російській землі». 

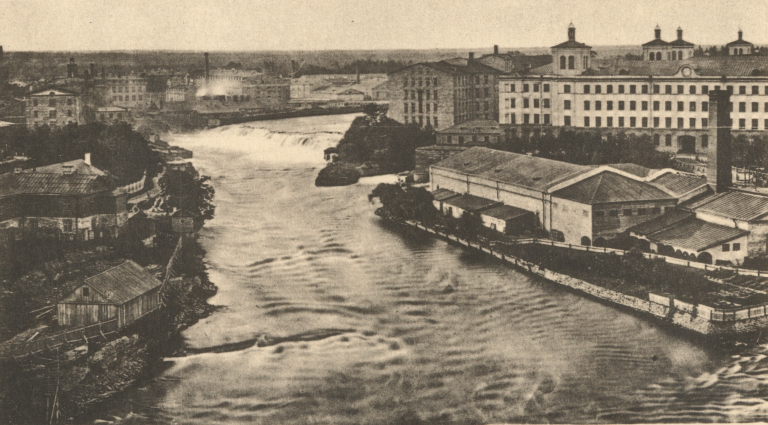
Річка Нарва, водоспад Нарва та виробнича компанія Кренгольм, 1886 рік.

Млин розташований на острові та вздовж берегів річки Нарви. Від Балтійського моря лише близько 10 миль, і в гавані в гирлі річки були споруджені великі бавовняні склади, де зберігалася бавовна, завезена безпосередньо із США чи Ліверпуля, і за необхідності підвозила річку до млина. Нарва, незадовго до того, як вона впадає в море, має падіння близько 27 футів, що забезпечило джерело енергії. Техніка була розподілена через три окремі будівлі з цегляного та кам'яного будівництва, два з яких були п'ятиповерховими та одним чотири. Останній млин, повністю присвячений прядінню, був американського будівництва. Машини для кардування та прядіння були від фірми Platt Brothers &amp; Co Ltd в Олдемі, Англія. Деякі з ткацьких верстатів були англійськими, але більшість із них виготовляла фірма на своїх ливарних та машинобудівних заводах, які були допоміжним складом млина. 
Рушійна потужність включала 11 водяних турбін загальною потужністю 8550 кінських сил, а також використовувались додаткові парові машини на 700 кінських сил. 70% веретена використовувались для виготовлення ниток для продажу, головним чином серед ткачів у текстильних районах Санкт-Петербурга та Москви. Особливістю млина була пряжа 90-х років, виготовлена з єгипетської пряжі. Тканий текстиль складався в основному з друкованого полотна різних типів конструкцій та сатинів, як тканих з основи 34-х років, так і з качка 38-х років. Практично всі товари були відвантажені на завод у Москві, в якому фірма мала великий інтерес. 
Керівниками та помічниками керівників млинів були англійці. Робітники були частково росіянами, а частково естонцями.  Компанія активно стежила за добробутом працівників. Він забезпечував лікарню, навчальний заклад для 1200 дітей, Російську православну церкву (побудовану за ціною 250 000 доларів) та лютеранську церкву (для естонців). Працівники жили на млині і платили лише номінальну оренду. 

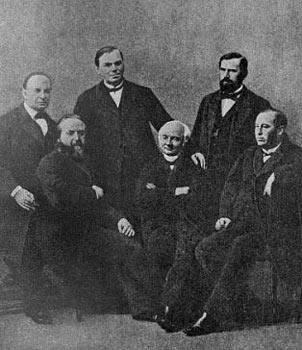
Ілюстрація з альбому «Кренгольмська мануфактура. Історичний опис, складений з нагоди п'ятдесятої річниці його існування ", Санкт-Петербург, 1907. Стоять, зліва: Кольбе Ернест Федорович, Хлудов Олексій Іванович, Хлудов Герасим Іванович. Сидять, зліва: Солдатенков Козма Терентійович, барон Ноп Лев Герасимович, Барлов Річард Васильович.

### 20 століття
Заробітна плата, виплачена в 1910 році, становила 1 370 000 доларів. Того року було використано 74 660 тюків бавовни, з них 34 861 796 фунтів пряжі та 159 994 шматки тканини (в середньому 45 ярдів кожна).  До війни в цьому млині працювало понад 10 000 чоловік і щороку виготовляли понад 70 000 000 ярдів напівфабрикатної бавовняної тканини, яку відправляли до Росії для відбілювання та фарбування, а потім використовували в Росії. Бавовняна промисловість Естонії пережила кризу після Першої світової війни, що призвело до практичного закриття фабрики, яка на той час була найбільшою фабрикою в колишній Російській імперії. Закриття відбулось, оскільки ринку цієї тканини не було через повоєнні умови в Радянській Росії. 

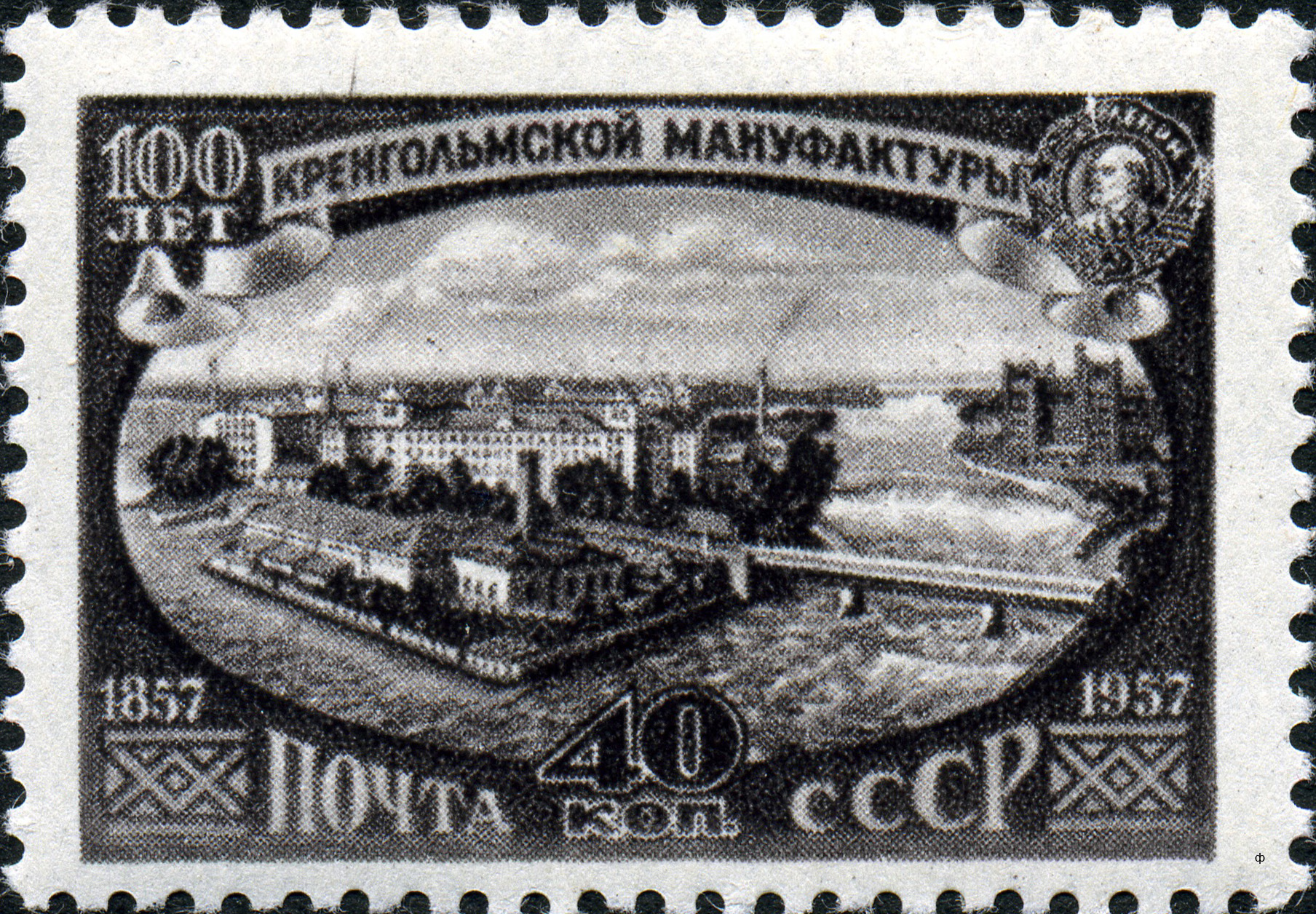
100 років виробництва Кренгольма. Пошта СРСР, 1957.

До 1944 року компанія була в руїнах і перейшла у власність Радянського Союзу, який перетворив її на велике промислове підприємство, кероване політикою, а не прибутком. На початку 1970-х років компанія володіла 32 000 акрів землі та зайнято було 12000 людей. 
Після 1986 року компанії не довелося покладатися на погодження з текстильним міністерством у Москві, оскільки вона отримала дозвіл на самостійний експорт своїх товарів.  Після відновлення незалежності Естонії в 1994 році компанія була приватизована. Її головним акціонером стала шведська компанія Borås Wäfveri AB. Перейменовано на Krenholm Group, перепрофілювання включало кілька виробничих підрозділів, Krenholm Finishing, Krenholm Sewing, Krenholm Spinning, Krenholm Terry Clothes, Krenholm Weaving сервісний підрозділ, Krenholm Service; і дочірні компанії, що продають, Krenholm Textile, Krenholm Scandinavia AB та Krenholm Germany GmbH. 

### 21 століття
У 2000-х компанія втратила гроші і перебувала в стадії реструктуризації; багато працівників втратили роботу. У 2003 році компанія була змушена звільнити 170 працівників після закриття своєї прядильної фабрики.  На початку 2004 року у компанії було 4600 працівників, з яких ще 400 були звільнені у квітні 2004 р.  У 2008 та 2009 роках існували припущення, що компанія збанкрутує, і врешті-решт це відбулося в листопаді 2010 року. Його придбала шведська компанія Prod i Ronneby AB, філія якої в Нарві, Eurotekstiil, продовжуватиме деякі операції;  було зайнято близько 500 людей. До 2012 року голова компанії заявив, що відновити попередній масштаб діяльності буде «абсолютно». 